# Kommunalvalen i Sverige 2022
Kommunalvalen i Sverige 2022 ägde rum söndagen den 11 september 2022.
Då hölls allmänna val i samtliga 290 kommuner till deras respektive kommunfullmäktige. Under samma dag och på samma platser hålls också allmänna val till Sveriges riksdag samt till landets regioner.
Röstkorten delades ut med posten under perioden 16 till 24 augusti. Väljare kunde börja förtidsrösta inom Sverige den 24 augusti.

## Kommunala folkomröstningar
Parallellt med kommunalvalen anordnades även fyra kommunala folkomröstningar:
- Halmstads kommun genomförde en folkomröstning med frågan "Vill du att det ska byggas ett hotell med restaurang och saluhall på Österskans enligt nuvarande förslag?" med svarsalternativen ja respektive nej. Folkomröstningen utföll med 35 075 röster för nej (56,2 %) och 25 892 röster för ja (41,5 %). Totalt röstade 62 431 personer av 82 059 röstberättigade, vilket innebär ett valdeltagande om 76 %.[7][8]
- Söderhamns kommun genomförde två folkomröstningar: Folkomröstning 1 Storgrundet hade frågan "Ska Söderhamns kommun tillåta etablering av vindkraft på Storgrundet?" med svarsalternativen ja, nej respektive avstår. Resultatet blev 54,95 % röster för nej, 35,33 % röster för ja respektive 9,72 % avstår.[9] Folkomröstning 2 Territorialvattnet hade frågan "Ska Söderhamns kommun tillåta etablering av vindkraft inom kommunens territorialvatten?" med svarsalternativen ja, nej respektive avstår. Resultatet blev 52,13 % för ja, 36,96 % för nej respektive 10,92 för avstår.[9] Båda folkomröstningarna genomfördes på samma valsedel.[10] Båda omröstningarna hade ett valdeltagande på 71,82 %.[9]
- Trelleborgs kommun genomförde en folkomröstning med frågan "Ska infarten till Trelleborgs Hamn ske från öst eller väst?" med svarsalternativen Öst, Väst respektive Jag avstår från att ta ställning. Folkomröstningen utföll med 10 507 röster för Öst (42,64 %), 9 845 röster för Väst (39,96 %) respektive 3 688 röster för Jag avstår från att ta ställning (14,97 %). Därtill avlades 600 ogiltiga röster. Totalt röstade 24 640 personer, vilket innebär ett valdeltagande om 68,29 %.[11]